# Уотсон, Том (политик)
Томас Энтони Уотсон (англ. Thomas Anthony Watson; род. 8 января 1967, Шеффилд, Йоркшир и Хамбер, Англия) — британский политик, член Лейбористской партии, младший министр внедрения цифровых технологий в кабинете Брауна (2008—2009), заместитель лидера Лейбористской партии (2015—2019).

## Биография

### Ранние годы
Родился в 1967 году в Шеффилде. Родители состояли в Лейбористской партии, бабушка — Элси Уотсон (Elsie Watson) всю жизнь оставалась преданным членом Коммунистической партии до самого её распада в 1991 году. Отец Уотсона сменил несколько временных работ, а с 1970 года работал в социальных службах Киддерминстера (Западный Мидленд), где и рос юный Том Уотсон. В 1984 году он получил первую работу — стал библиотекарем в одном из местных отделений Лейбористской партии в Лондоне. В 1992 году окончил Университет Халла и начал работать в Объединённом профсоюзе инженеров и электриков (AEEU).

### Начало карьеры
В 1993—1997 годах Том Уотсон являлся уполномоченным Лейбористской партии по делам молодёжи (National Development Officer for Youth). В 2001 году впервые Лейбористская партия выдвинула кандидатуру Уотсона на парламентских выборах в избирательном округе Уэст-Бромвич-Ист (церемониальное графство Уэст-Мидлендс), и он одержал победу, подтвердив её на последующих выборах. В 2003—2004 годах являлся парламентским личным секретарём генерального казначея Доун Примароло, в 2004—2005 годах — помощником парламентского организатора большинства, в 2005—2006 годах — парламентским организатором большинства. В 2006 году некоторое время занимал должность парламентского помощника министра обороны с полномочиями младшего министра по делам ветеранов (по утверждениям в прессе, увольнение из правительства стало следствием участия Уотсона в попытке «внутрипартийного переворота» против премьер-министра Тони Блэра — он обратился к нему с призывом уйти в отставку в интересах партии и вёл некие переговоры с тогдашним канцлером казначейства Гордоном Брауном), в 2007—2008 годах вновь состоял помощником парламентского организатора большинства.

### Кабинет Брауна
24 января 2008 года новый премьер-министр Гордон Браун назначил Уотсона парламентским секретарём аппарата правительства с обязанностями младшего министра по вопросам внедрения цифровых технологий (Minister for Digital Engagement). Он стал первым членом парламента Великобритании, имеющим собственный блог, но сам себя в тот период называл «начинающим компьютерным ботаном» (apprentice nerd).
5 июня 2009 года Гордон Браун произвёл массовые перестановки в своём кабинете, и одним из его решений стало увольнение Тома Уотсона.

### Теневые кабинеты лейбористов
7 мая 2010 года состоялись парламентские выборы, по итогам которых 11 мая 2010 года Дэвид Кэмерон завершил формирование коалиционного правительства Консервативной и Либерально-демократической партий, а лейбористы перешли в оппозицию.
В 2011—2013 годах Уотсон являлся заместителем председателя Лейбористской партии, возглавляемой в тот период Эдом Милибэндом, и координатором предвыборных кампаний в партии. Оставил оба поста после скандала вокруг отбора кандидатов на выборах от округа Фалькирк.
12 сентября 2015 года избран заместителем нового лидера лейбористов Джереми Корбина.
15 сентября 2015 года Корбин завершил формирование своего теневого кабинета, в котором Уотсон получил также должности председателя Лейбористской партии и теневого министра кабинета.
7 октября 2016 года Корбин произвёл серию перестановок в своём теневом кабинете, вследствие которых должность теневого министра Кабинета перешла к Иану Лэйвери, а Утсон взамен получил портфель теневого министра культуры.
6 ноября 2019 года объявил об отставке с должности заместителя лидера лейбористов и об отказе от переизбрания в Палату общин на следующих выборах, объяснив своё решение личными, а не политическими причинами.